# Microterys vladimiri
Microterys vladimiri är en stekelart som beskrevs av Sugonjaev 2005. Microterys vladimiri ingår i släktet Microterys och familjen sköldlussteklar.
Artens utbredningsområde är Vietnam. Inga underarter finns listade i Catalogue of Life.